# Thomas Grøgaard
Thomas Grøgaard, född 8 februari 1994, är en norsk fotbollsspelare som spelar för Brann.